# Танагра-сикіт білогорла
Тана́гра-си́кіт білогорла (Lanio leucothorax) — вид горобцеподібних птахів родини саякових (Thraupidae). Мешкає в Центральній Америці.

## Підвиди
Виділяють чотири підвиди:

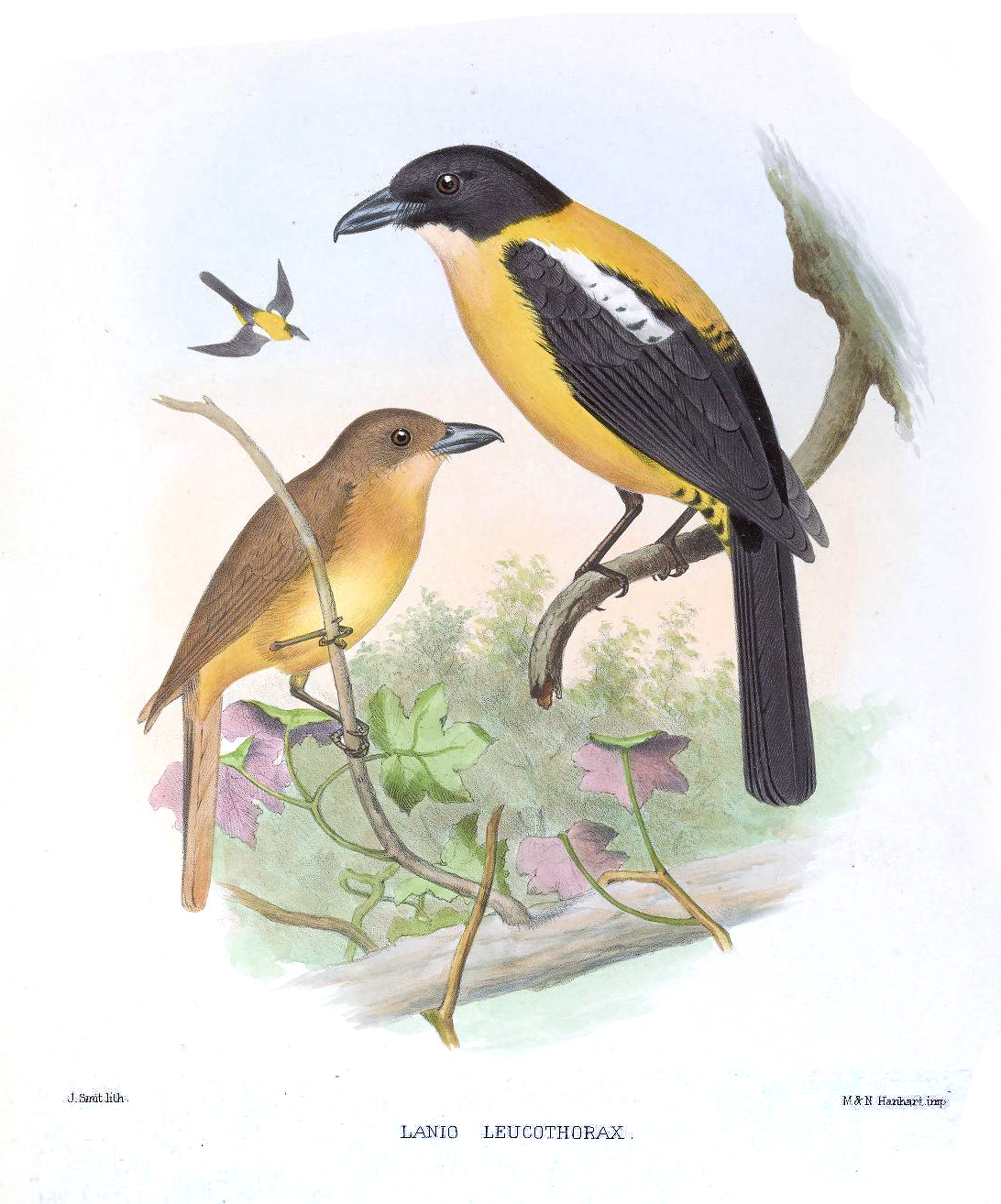
Пара білогорлих танагр-сикітів (самиця зліва, самець справа)

- L. l. leucothorax Salvin, 1865 — від східного Гондурасу до східного Нікарагуа і східної Коста-Рики;
- L. l. reversus Bangs & Griscom, 1932 — північний захід Коста-Рики (півострів Нікоя[en], Пунтаренас, Лас-Агухас);
- L. l. melanopygius Salvin & Godman, 1883 — південний захід Коста-Рики і захід Панами;
- L. l. ictus Kennard & Peters, JL, 1927 — крайній північний захід Панами (затока Альміранте).

## Поширення і екологія
Білогорлі танагри-сикіти мешкають в Гондурасі, Нікарагуа, Коста-Риці і Панамі. Вони живуть в середньому і верхньому ярусах вологих тропічних лісів, на висоті до 750 м над рівнем моря.